# 猪谷流
猪谷流（いがいりゅう）は、猪谷和充が開いた剣術流派。居合や縄術も伝えていた。
尾張藩士・猪谷和充は、父の猪谷和時（柳生厳包の弟子）より新陰流を学び、尾張藩で盛んであった制剛流と円明流も学んで、3流を合わせて猪谷流を開いた。
猪谷家は尾張藩の剣術師範家の一つとなり、明治初期の尾張廃藩時の猪谷忠蔵（1877年（明治10年）没）まで、猪谷流を教授した。